# Grigorij Gamarnik
Grigorij Aleksandrowicz Gamarnik (ros. Григорий Александрович Гамарник; ur. 22 kwietnia 1929 w Zinowjewsku, zm. 18 kwietnia 2018 w Brooklynie w Nowym Jorku) – radziecki zapaśnik walczący w stylu klasycznym. Olimpijczyk z Rzymu 1960, gdzie zajął piąte miejsce w kategorii 73 kg.
Mistrz świata w 1955 i drugi w 1958 roku.
Mistrz ZSRR w 1953, 1956, 1957 i 1958; drugi w 1951; trzeci w 1954, 1959 i 1961 roku. Skończył karierę sportową w 1961 roku, potem sędzia.